# Bubulina
"Bubulina" es una canción del grupo de rock argentino La Máquina de Hacer Pájaros. Pertenece al primer LP del grupo titulado "La Máquina de Hacer Pájaros", siendo justamente la que abre el disco, aunque ya había sido presentada antes por Charly García en el recital de despedida de Sui Géneris.
Este tema lo escribió Charly para María Rosa Yorio (por ese entonces, su mujer) hacia 1975. Después de Instituciones, en el Adiós Sui Generis fue cantado por Nito, y lo anunciaron como tema del disco Ha Sido.
Esta pieza en La menor sufrió algunos ligeros cambios al ser reinterpretada por La Máquina en su disco debut; no le cambiaron el tono, pero el tempo fue lentificado y se alargó el intermedio con un solo de sintetizadores, aparte de sobreposicion de voces en los versos por parte de García; la figura de bajo de Fernández, los arreglos de guitarra eléctrica de Bazterrica y el ritmo casi sincopado de Moro realzan el ambiente melancólico y orquestal de la pieza.
El nombre Bubulina fue tomado (al parecer) de un personaje de la película Zorba, el griego (lo cual explicaría lo de "Navidad en el cielo, Bubulina se llevó mi amor..."). Esencialmente de amor y es el tema más antiguo de los que figuran en el disco.
Carlos Cutaia no participó de la grabación de este tema.

## Letra
Navidad en el cielo,
Bubulina se llevó mi amor,
el tiempo exacto entre los dos
nunca murió.
Máscara de luna,
esa puerta no debiste abrir,
pero ya abierta es tan real
¿Cómo se resuelve?
Re, do, si, sol, la.
Para hacer esta armonía
es preciso un nuevo ser
capaz de nacer mil veces sin crecer.
Cuatro notas separadas
y la oscuridad total,
ya no queda tiempo de mirar atrás.
Pero veo el horizonte esta mañana
y de pronto todo parece estar bien
¿Es que no hay nada que pueda hacer?
¿Es que no hay nada que pueda ver?
Dama de colores,
lávame la cara y llévame
tan alto como para ver
todo mi mal.
Diosa y heroína,
déjame la llave antes de ir,
no esperes a la muerte aquí.

## Versión de Sui Géneris
Bubulina fue presentada por primera vez durante el recital de Sui Géneris, realizado entre el 5 y 6 de septiembre de 1975. La canción iba a formar parte de Ha sido, álbum nunca editado del grupo por su disolución y tampoco fue agregado a los dos discos que lanzaron del recital Adiós Sui Géneris. Sin embargo, Jorge Álvarez, exproductor del grupo, recuperó algunas de las grabaciones del recital, entre ellas Bubulina, y editó Adiós Sui Géneris vol. III  en 1994.

## Músicos

### Versión: La Máquina de Hacer Pájaros
- Charly García: Piano Fender Rhodes, sintetizadores, órgano eléctrico, clavinet y voz.
- Gustavo Bazterrica: Guitarra acústica y eléctrica, coros.
- José Luis Fernández: Bajo eléctrico.
- Oscar Moro: Batería.

### Versión en vivo de Sui Generis
- Charly García: Piano Fender Rhodes, ARP strings ensemble, sintetizador Moog, clavinet y coros.
- Nito Mestre: Guitarra acústica y voz.
- Rinaldo Rafanelli: Bajo.
- Juan Rodríguez: Batería y accesorios.

- Datos: Q5734763